# Selección de baloncesto 3x3 de Kosovo
La Selección de baloncesto 3x3 de Kosovo (en albanés: Kombëtarja 3x3 e meshkujve të Kosovës, en serbio: Мушки 3к3 репрезентација Косова, romanizado: Muški 3x3 reprezentacija Kosova) representa a Kosovo en el baloncesto internacional masculino 3x3. Está regido por la Federación de Baloncesto de Kosovo.

### Campeonato Europeo 3x3 de Baloncesto Masculino
El 30 de mayo de 2019, la Federación de Baloncesto de Kosovo confirmó que Kosovo formará parte de las clasificaciones de la Copa de Europa FIBA 3x3 2019, junto con Andorra y Eslovenia. El 30 de junio de 2019, Kosovo hizo su debut en las clasificaciones de la Copa de Europa FIBA 3x3 2019 con una derrota fuera de casa por 21-8 contra Eslovenia y, el mismo día, Kosovo se lleva la primera victoria en las clasificatorias que fue simultáneamente también la primera competitiva de la historia. La victoria fue una victoria a domicilio por 6-21 contra Andorra.
| Récord          | Récord                       | Récord                       | Récord                       | Récord                       | Récord                       |                              | Clasificación                | Clasificación                | Clasificación                | Clasificación                | Clasificación |
| Año             | Fase                         | Pos.                         | PJ                           | PG                           | PP                           | Año                          | Pos.                         | PJ                           | PG                           | PP                           |               |
| --------------- | ---------------------------- | ---------------------------- | ---------------------------- | ---------------------------- | ---------------------------- | ---------------------------- | ---------------------------- | ---------------------------- | ---------------------------- | ---------------------------- | ------------- |
| 2014            | No es miembro ed FIBA Europa | No es miembro ed FIBA Europa | No es miembro ed FIBA Europa | No es miembro ed FIBA Europa | No es miembro ed FIBA Europa | No es miembro ed FIBA Europa | No es miembro ed FIBA Europa | No es miembro ed FIBA Europa | No es miembro ed FIBA Europa | No es miembro ed FIBA Europa |               |
| 2016 hasta 2018 | El equipo no existía         | El equipo no existía         | El equipo no existía         | El equipo no existía         | El equipo no existía         | -                            | -                            | -                            | -                            | -                            |               |
| 2019            | No clasificó                 | No clasificó                 | No clasificó                 | No clasificó                 | No clasificó                 | 2019                         | 2°                           | 2                            | 1                            | 1                            |               |
| Total           | -                            | 0/5                          | 0                            | 0                            | 0                            | Total                        | 1/5                          | 2                            | 1                            | 1                            |               |

## Equipo

### Equipo actual
La siguiente es la lista de Kosovo que se convocó para las clasificaciones de la Copa de Europa FIBA 3x3 2019.
| Jugadores | Jugadores | Jugadores        | Jugadores                         | Jugadores      | Jugadores     | Equipo técnico                 |
| --------- | --------- | ---------------- | --------------------------------- | -------------- | ------------- | ------------------------------ |
| Pos.      | N.º       | Nombre           | Fecha de nacimiento (edad)        | Altura         | Club          | Director técnico - Agon Fehmiu |
| SG        | 1         | Arti Hadjari     | 12 de mayo de 1993 (26 años)      | 1,90 m (6′ 3″) | Depertejshen  | Director técnico - Agon Fehmiu |
| G/F       | 2         | Arian Mehmeti    | 13 de febrero de 1995 (24 años)   | 2,02 m (6′ 8″) | Air Force One | Director técnico - Agon Fehmiu |
| G         | 3         | Albatrit Berisha | 19 de junio de 1990 (28 años)     | 1,98 m (6′ 6″) | Air Force One | Director técnico - Agon Fehmiu |
| PG        | 8         | Altin Sahiti ()  | 27 de diciembre de 1989 (29 años) | 1,82 m (6′ 0″) | Air Force One | Director técnico - Agon Fehmiu |